# Alter jüdischer Friedhof (Lörrach)

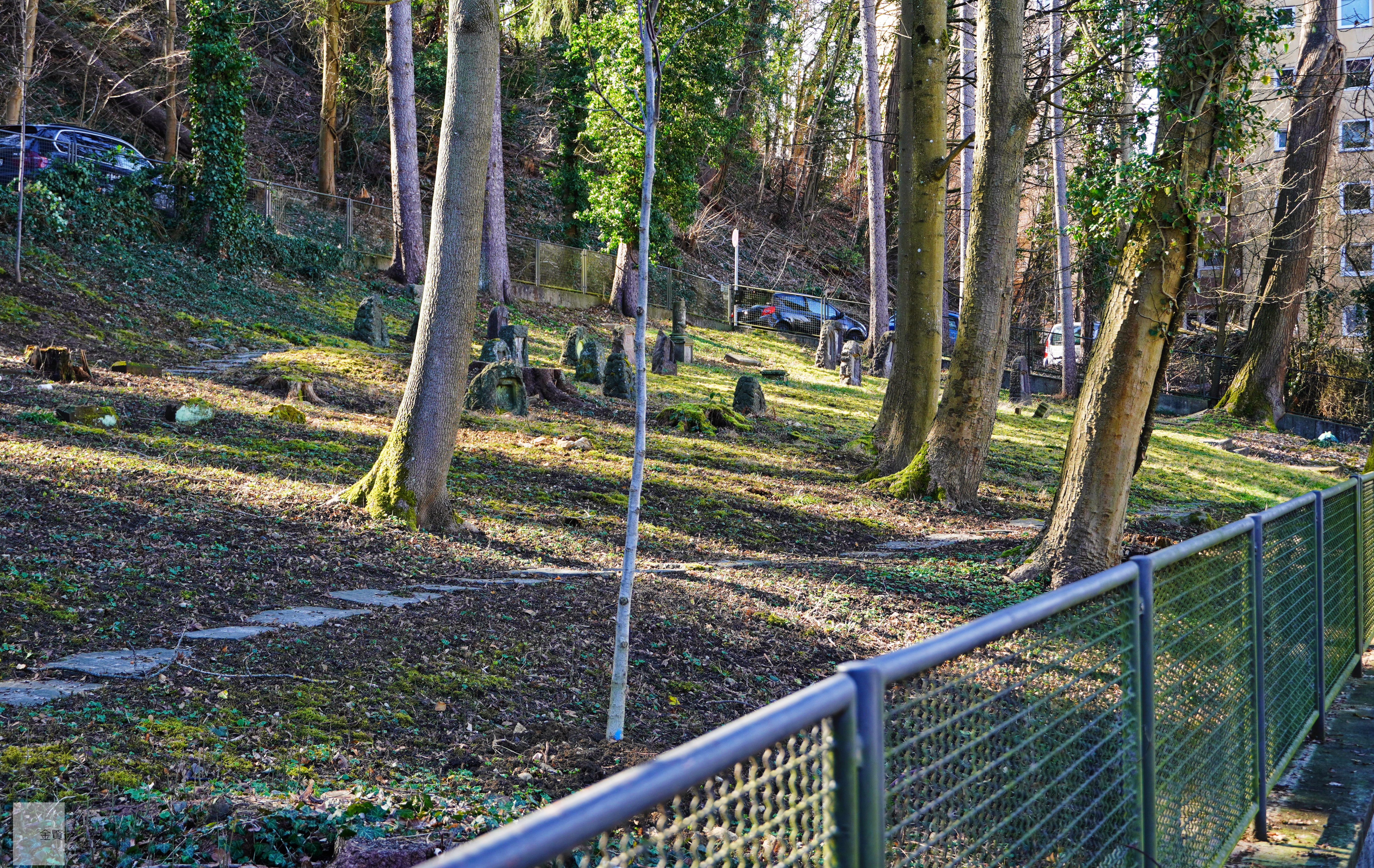
Alter jüdischer Friedhof Lörrach

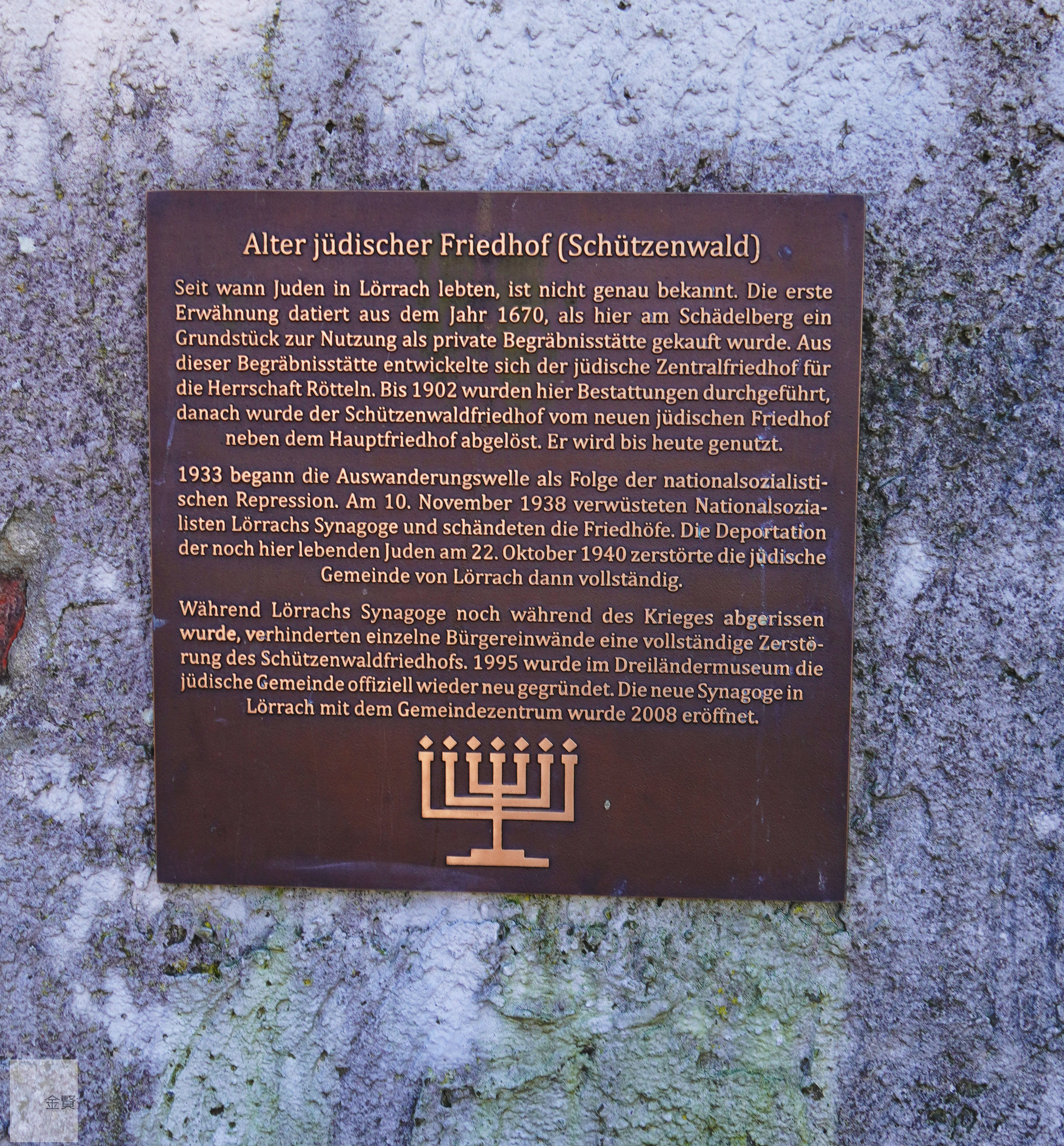
Gedenktafel

Der Alte jüdische Friedhof Lörrach ist ein geschütztes Kulturdenkmal in der Stadt Lörrach im Landkreis Lörrach in Baden-Württemberg. Er befindet sich an den nördlichen Ausläufern des Schädelbergs.

## Geschichte
Auf dem 2281 Quadratmeter großen jüdischen Friedhof am Schützenwaldweg sind 39, nach anderen Angaben ca. 20 Grabsteine vorhanden, davon noch drei datierbare Grabsteine aus den Jahren 1869, 1879 und 1902. Von den restlichen Steinen sind nur Fragmente vorhanden oder es fehlen die Inschriftenplatten.
Der Friedhof wurde von 1670 bis 1902 belegt. Vor der Anlage eines eigenen Friedhofes (1865) wurden die Toten der jüdischen Gemeinde Kirchen auf dem alten Friedhof in Lörrach beigesetzt, der auch Zentralfriedhof für die Juden aus Tumringen und Fischingen diente.